# Hjalmart Andersen
Hjalmart Nørregaard Andersen, född 11 oktober 1889, död 23 januari 1974, var en dansk gymnast.
Andersen tävlade för Danmark vid olympiska sommarspelen 1912 i Stockholm, där han var med och tog brons i lagtävlingen i fritt system. 